# Синхронизатор (фотография)
Синхрониза́тор — устройство для синхронизации затвора фотоаппарата с внешними фотовспышками или аналогичным студийным освещением.

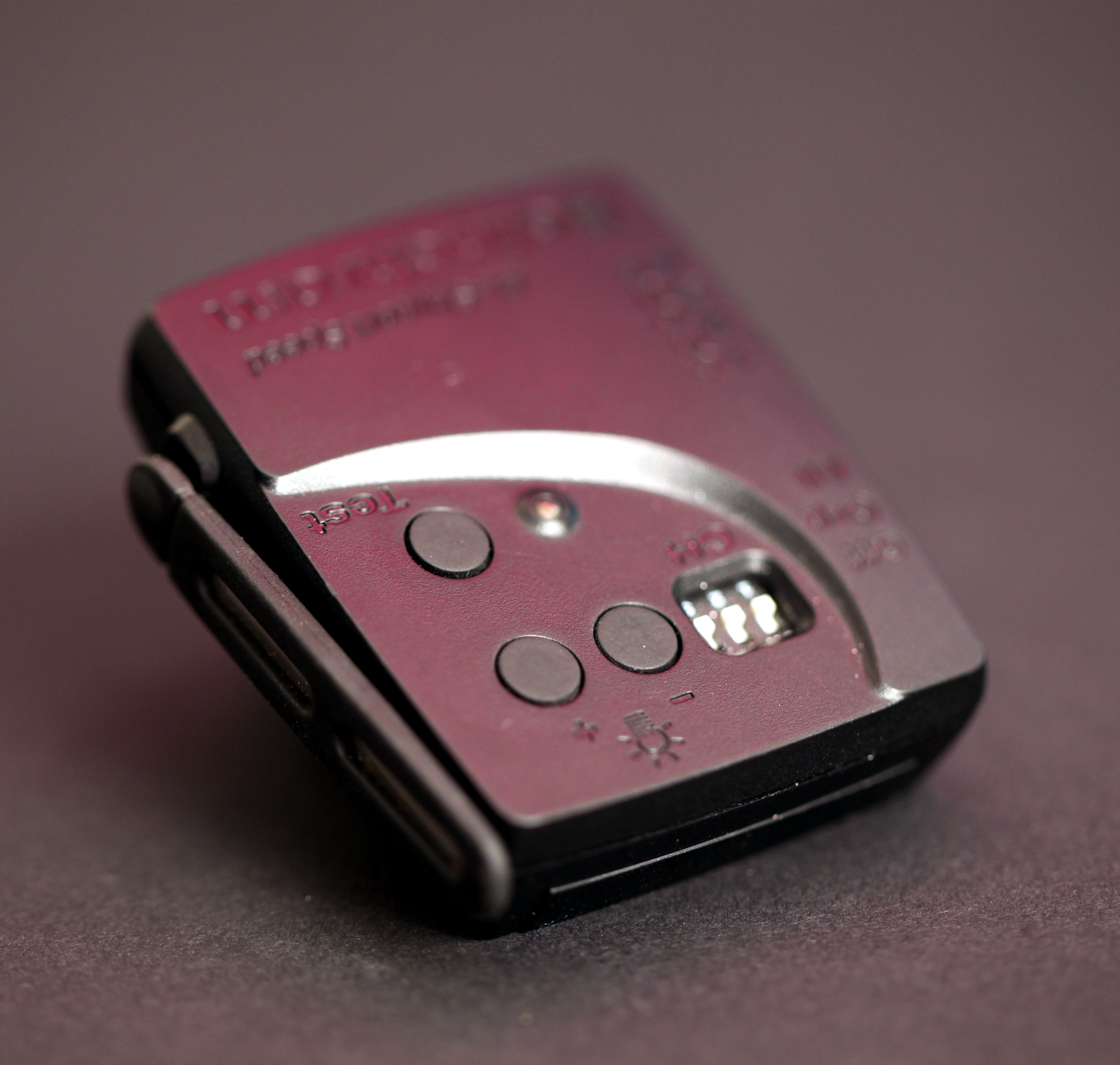
Радиосинхронизатор «Elinchrom»

## Способы синхронизации
С течением времени способы синхронизации вспышек с затвором претерпели значительные изменения. Магниевые фотовспышки синхронизировались вручную, благодаря длинным выдержкам. Вспышка поджигалась сразу же после открытия доступа света и начала ручной выдержки, а после срабатывания вспышки затвор закрывался. Для низкочувствительных фотоматериалов тех лет, длинные выдержки были общеприняты, и автоматическая синхронизация не требовалась. 
Появление высокочувствительных фотоматериалов, позволяющих вести в помещении съёмку с моментальными выдержками без штатива, совпало по времени с изобретением одноразовых баллонов с электрическим поджигом, пригодных для автоматической синхронизации. Первые синхроконтакты выполнялись в виде отдельного устройства — синхронизатора, соединявшегося со вспышкой и спусковой кнопкой фотоаппарата. Замыкание контактов происходило при нажатии на кнопку одновременно со срабатыванием затвора. Достоинством такого способа была доступность съёмки со вспышкой для аппаратуры, не оснащённой встроенным синхроконтактом. Однако, точность такой синхронизации была невысока, иногда приводя к появлению пропущенных кадров, снятых без вспышки. 
Постепенно синхроконтакт стал частью конструкции затворов. В этом случае контакты замыкаются движущимися деталями затвора при его срабатывании. Соединение со вспышкой осуществлялось двумя проводами, каждый из которых подключался к затвору своим штырьковым разъёмом. Со временем два отдельных провода заменили двухжильным кабелем, а парные разъёмы уступили место одному коаксиальному типа «PC» (Prontor-Compur). 
Однако, проводное соединение было недостаточно надёжным и кабель мешал при репортажной съёмке, поэтому к 1950-м годам провод исключили из конструкции накамерных вспышек, благодаря появлению центрального контакта «горячего башмака». Тем не менее, выносные вспышки продолжали подключать к фотоаппарату кабелем.
Синхрокабелем оснащается большинство современных студийных электронных вспышек. Он подключается к вспышке, как правило разъёмом типа «Джек», а к фотоаппарату коаксиальным разъёмом «PC». Это наиболее традиционный и самый надёжный способ синхронизации. Недостатки: фотограф ограничен длиной кабеля, мешающего другим участникам съёмки. Кроме того, электрическое сопротивление слишком длинного кабеля может сделать работу синхроконтакта невозможной.

### Световая ловушка
Необходимость синхронизации вспышек, расположенных на большом удалении от камеры, привела к попыткам разработать беспроводные способы, первый из которых основан на резком изменении освещённости при срабатывании ведущей вспышки, установленной на фотоаппарате. К цепи поджига ведомой вспышки подключается устройство с безынерционным фотодиодом, реагирующим на передний фронт импульса ведущей вспышки, но не воспринимающим плавные колебания света. Таким образом можно добиться устойчивого срабатывания любого количества ведомых (англ. Slave) вспышек от импульса ведущей. Светосинхронизатор, или «световая ловушка», выполненная в виде съёмного блока, подключается к синхрокабелю вспышки. Со временем светосинхронизаторы стали встраиваться в большинство серийных вспышек, например «Nikon Speedlight SB-26». В СССР световыми ловушками оснащались вспышки «ФИЛ-101» и некоторые другие. 
Современные студийные вспышки штатно оснащаются светосинхронизатором, сокращая количество проводов в студии. Главным недостатком технологии считается невозможность одновременной работы в одном помещении нескольких фотографов, поскольку ведомые вспышки в этом случае будут срабатывать на световые импульсы каждого из них. Системные вспышки для цифровых фотоаппаратов запускают светосинхронизатор слишком рано, поскольку он реагирует на предварительный измерительный импульс, излучаемый до открытия затвора. Для устранения проблемы современные световые ловушки, выпускающиеся в виде отдельного блока, снабжаются задержкой срабатывания. Как правило, задержка может работать в нескольких режимах: фиксированное запаздывание (как правило, 50 миллисекунд) или срабатывание от второй, третьей или четвёртой вспышки ведущего прибора.

### ИК-трансмиттер

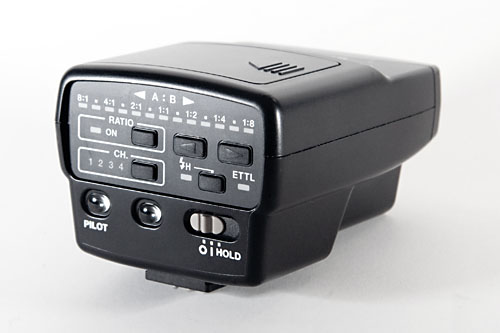
Инфракрасный трансмиттер «Canon ST-E2» системы Canon Speedlite

Более прогрессивным способом беспроводной синхронизации стал инфракрасный канал, при помощи которого передаётся кодированное сообщение о срабатывании затвора. В этом случае случайное срабатывание от посторонней вспышки исключается, так как разными ИК-передатчиками может использоваться различная кодировка команд. Инфракрасный трансмиттер соединяется с синхроконтактом фотоаппарата кабелем или крепится на горячий башмак, при срабатывании затвора испуская модулированное соответствующим кодом сообщение такому же приёмнику, установленному на вспышке. С конца 1980-х годов системные фотовспышки ведущих производителей фотоаппаратуры начали штатно оснащаться приёмником инфракрасного сигнала трансмиттера. Наиболее известны системы Canon Speedlite и Nikon Speedlight, допускающие дистанционный запуск любого количества внешних вспышек. Большинство устройств позволяют работать на трёх или четырёх независимых каналах, предотвращая нежелательные ошибки при работе нескольких фотографов. 
В системе Canon кроме вспышек до недавнего времени выпускался трансмиттер ST-E2, предназначенный для установки в башмак и запуска выносных системных вспышек. Аналогичными функциями обладают топовые модели вспышек этой же системы, постепенно полностью заменившие на рынке слишком дорогой трансмиттер. Кроме функции синхронизации перечисленные системы осуществляют по инфракрасному каналу обмен данными, поддерживая автоматическое управление экспозицией с её измерением через объектив. Простейший вариант инфракрасного триггера синхронизации используется с большинством студийных вспышек, штатно оснащаемых кроме простой световой ловушки инфракрасным портом. Наиболее серьёзным недостатком технологии считается сравнительно небольшая дальность работы таких систем, ограниченная соображениями безопасности инфракрасного излучения для зрения. В помещении уверенная синхронизация достигается на расстояниях не более 30—40 метров, а на открытом воздухе эта дистанция ещё меньше. Кроме того, работе системы мешают посторонний свет и непрозрачные препятствия.

### Радиосинхронизатор
Радиосвязь в значительно меньшей степени зависит от оптических особенностей среды, более надёжно работая в большинстве съёмочных ситуаций. Система радиосинхронизатора состоит из передатчика, который соединяется с синхроконтактом фотоаппарата, и приёмника, присоединяемого к вспышке. Один трансмиттер может запускать неограниченное количество вспышек, с каждой из которых должен быть состыкован приёмник. При этом установка вспышки на фотоаппарате не обязательна. Наиболее совершенные радиосинхронизаторы кроме команды на запуск передают данные об экспозиции, поддерживая экспоавтоматику системных вспышек. Кодирование запускающего сигнала позволяет «разводить» системы вспышек, установленные разными фотографами, по разным каналам. На крупных спортивных мероприятиях, где одновременно ведут съёмку несколько десятков репортёров, в пресс-центре обычно вывешивается список занятых каналов радиотрансмиттеров.
Радиосинхронизаторы имеют значительно большую рабочую дальность, надёжно запуская вспышки даже на крупных стадионах. Им не страшны препятствия и не требуется прямая видимость. Недостатком синхронизации по радио считается запаздывание срабатывания ведомой вспышки, проявляющееся в наиболее дешёвых моделях. Это выражается в невозможности съёмки на пределе синхронизации затвора, допуская только сравнительно длинные выдержки в 1/30—1/60 секунды. Другой проблемой является недостаточная помехозащищённость, приводящая к случайным срабатываниям от автомобильных сигнализаций и других устройств, работающих на совпадающих частотах.